# Eurytoma studiosa
Eurytoma studiosa is een vliesvleugelig insect uit de familie Eurytomidae. De wetenschappelijke naam is voor het eerst geldig gepubliceerd in 1836 door Say.